# Jasmineira bilobata
Jasmineira bilobata är en ringmaskart som beskrevs av Francis Day 1973. Jasmineira bilobata ingår i släktet Jasmineira och familjen Sabellidae. Inga underarter finns listade i Catalogue of Life.